# Cortuluá Fútbol Club
O Cortuluá Fútbol Club (antigo Corporación Club Deportivo Tuluá) foi um clube colombiano de futebol, da cidade de Tuluá. Suas cores são vermelho e branco.
O clube foi substituido pelo Internacional Fútbol Club, no dia 10 de janeiro de 2024.

## Títulos

### Nacionais
- Campeonato Colombiano 2ª Divisão: 1993 e 2009.

## Participação em competições internacionais
- Copa Libertadores da América: 2002.